# Luis Oliver Albesa
Luis Oliver Albesa gilt als ein äußerst umstrittener spanischer Geschäftsmann aus Saragossa, Navarra und ist bekannt in der Welt des Fußballs. Nach dubios und teilweise strafrelevant verlaufenden geschäftlichen Aktivitäten, die u. a. auf Kauf von Unternehmen in kritischer finanzieller Situation basierten, war Luis Oliver von 1997 bis 2002 Präsident des Fußballclubs Deportivo Xerez.
In der Saison 2001/2002 spielte der andalusische Club in der zweiten spanischen Liga mit dem Deutschen Bernd Schuster als Trainer und verpasste den Aufstieg in die Primera División nur knapp. Aufgrund der prekären finanziellen Situation war der Verein damals nicht in der Lage, die Gehälter an die Spieler zu bezahlen.
Ab 2010 war Luis Oliver sportlicher Berater im Vorstand von Betis Sevilla in der zweiten spanischen Liga, allerdings wohl nur kurz, denn auf der Archivseite vom Februar 2011 fehlt er schon wieder.